# Kitija Bogdanova
Kitija Bogdanova, född 12 april 2004, är en lettisk rodelåkare.

## Karriär
Vid VM 2024 i Altenberg tog Bogdanova brons tillsammans med Marta Robežniece i dubbelsprint.